# Греки в Польше

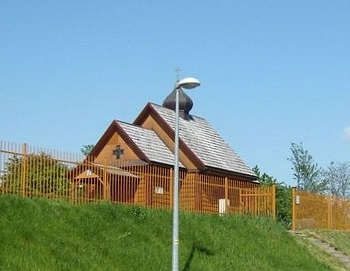
Церковь святых Константина и Елены (Згожелец)

Греки в Польше (пол. Grecy w Polsce, греч. Έλληνες στην Πολωνία) — одно из польских национальных меньшинств. По данным переписи населения 2021 года, 5451 жителей Польши декларировали греческую национальность, в том числе 1139 как первую (из них 771 — единственную) и 4312 как вторую. 4548 опрошенных считали себя одновременно поляками. По данным переписи населения 2021 года, в Польше 5339 человек используют греческий язык дома.

## История польских греков
Греки появились в Польше ещё в Средневековье: основную часть греческих жителей Польши составляли купцы из Византии и проповедники православного христианства, занимавшиеся строительством православных церквей как в Средневековой Польше, так и в Речи Посполитой. Греческое население смешивалось с проживавшими поляками, литовцами, белорусами, украинцами и русинами.
Новая волна миграции пришлась на 1949 год, когда из Греции, охваченной гражданской войной, ринулись беженцы, значительную часть которых составляли жители Греческой Македонии — сторонники Демократической армии Греции, крестьяне и партизаны-антифашисты. Польша приняла около 14 тысяч (по другим данным 12,3 тысяч) человек, из них четверть — дети.
Большая часть беженцев прибыла морем в порт Гдыня. Для них был организован лазарет в Дзивнуве на территории Волина, который служил ранее госпиталем военной хирургии и реабилитации. Польское правительство приняло решение поселить большую часть греческих беженцев на «возвращённых землях», к западу от Одера (в основном в окрестностях города Згожелец). Около 9 тысяч отправились в Згожелец, значительная часть осела в Дольны-Слёнске и всём Подкарпатском воеводстве (Крощенко, Юречкова, Лисковате, Гренцёва), у горного массива Бещады на юго-востоке Польши рядом с советской границей. Детей-сирот распределили по детским домам в Польше.
Изначально беженцев приветствовали как борцов против капитализма: им предоставили огромную государственную материальную помощь в плане строительства новых домов и интеграции в польское общество. Многие стали работать на фермах, где чувствовали себя в полной безопасности и хорошо содержались, но в города переезжало очень мало людей. Вскоре многие стали возвращаться на историческую родину, и к 1957 году в Польше проживало уже около 10 тысяч греков. Однако оставшиеся оказались в тяжёлом положении: ряд их был обвинён в шпионаже в пользу Югославии, и многие из них были в 1961 году депортированы в Болгарию. После подписания в 1985 году польско-греческого соглашения о предоставлении греческим беженцам пенсий по старости на исторической родине число греков в Польше резко сократилось: многие выехали на родину..

## Современный статус
По данным переписи населения 2002 года, в стране проживало 1404 представителя греческой национальности, а также 2793 уроженца Греции и имевших польское гражданство. Греческим языком владели 3166 человек, из них 2759 общались на нём в быту (как правило, уроженцы смешанных польско-греческих семей). В настоящее время в Польше проживает 3600 человек — представителей греческой национальности (из них чисто греками себя называют 657 человек, 1083 человека имеют какие-либо другие корни, 2858 человек назвали себя одновременно поляками и греками). 1609 человек используют греческий язык для общения дома, из них 943 человека — поляки по национальности. 928 человек называют греческий язык родным для себя. Наибольшая часть греков в Польше проживает ныне во Вроцлаве (200 человек), гмине Полице и Згожельце (по 55 человек), в Свиднице (40 человек), гмине Устшики-Дольне (24 человека) и Беляве (14 человек).
Родившиеся и выросшие в Польше греки, проживающие ныне в Греции, являются членами культурного общества «Поляки». Исторической родиной около половины греков Польши является Македония (Вардарская или Греческая), либо же у них есть славянские македонские корни. По мнению польских экспертов по изучению дел меньшинств Альфреда Маевича и Томаша Вихеркевича, польское правительство в плане принятия греческих беженцев допустило ошибку, заставив македонцев принимать греческие имена и греческую культуру и не разрешив им открыть школы и организации для соотечественников.
В 1950 году беженцы из Греции были объединены в Гмину демократических политических беженцев из Греции (пол. Gmina Demokratycznych Uchodźców Politycznych z Grecji), центр которой располагался в Згожельце. Через два года она переехала во Вроцлав и получила в 1953 году название «Союз политических беженцев из Греции имени Никоса Белоянниса» (пол. Związek Uchodźców Politycznych z Grecji im. Nikosa Belojanisa). После падения диктатуры «чёрных полковников» в Греции Союз был переименован в «Общество греков в Польше» (пол. Towarzystwo Greków w Polsce). В 1989 году на волне демократизации Европы была образована Ассоциация македонцев в Польше (пол. Stowarzyszenie Macedończyków w Polsce), не подчинявшаяся Обществу. 27 апреля 2007 года было открыто новое общество греков в Польше под названием «Одиссей», а 15 декабря 2008 было создано общество греков в Лодзи. В Згожельце действует дом культуры, который организует ежегодные международные фестивали греческой песни.

## Проблема признания национальным меньшинством
Профессор Славомир Лодзинский в своём сообщении, опубликованном Хельсинкской федерацией прав человека, обвинил правительство Польши в нарушении прав греков и македонцев, которые якобы не считались вообще за меньшинство:

В настоящее время полноценная законодательная защита ограничена только национальными меньшинствами, куда входят группы польских граждан — старики, коренные и неиммигрантского происхождения. Эта перспектива привела к тому, что группы греков и македонцев, признававшихся национальными меньшинствами с 1950-х годов, с начала 1990-х годов таковыми не считаются с точки зрения государства.

Президент Кашубско-Померанской ассоциации Брунон Сынак в 2002 году встретился с Добеславом Жеменевским, главой отдела по делам национальных меньшинств Министерства внутренних дел Польши. В разговоре с Сынаком Жеменевский заявил, что греки и македонцы не отвечают требованиям национальных меньшинств Республики Польша.